# Liste der Kulturdenkmale in Poischwitz
In der Liste der Kulturdenkmale in Poischwitz sind die Kulturdenkmale des Grimmaer Ortsteils Poischwitz verzeichnet, die bis August 2024 vom Landesamt für Denkmalpflege Sachsen erfasst wurden (ohne archäologische Kulturdenkmale). Die Anmerkungen sind zu beachten.
Diese Aufzählung ist eine Teilmenge der Liste der Kulturdenkmale in Grimma.

## Poischwitz
| Bild                                    | Bezeichnung | Lage                 | Datierung           | Beschreibung | ID       |
| --------------------------------------- | --- | -------------------- | ------------------- | --- | -------- |
| Direkt Bild zu diesem Denkmal hochladen | Wohnstallhaus, Scheune, zwei Seitengebäude (eines mit Kumthalle), Toreinfahrt und Bauerngarten (Gartendenkmal) mit Einfriedung eines Vierseithofes | Poischwitz 3 (Karte) | Bezeichnet mit 1861 | Stattliches Gebäude-Ensemble, Wohnstallhaus ein gut gegliederter Putzbau mit zwei Rundbogenfenstern im Giebel, Zeugnis bäuerlicher Bau- und Lebensweise des 19. Jahrhunderts, Hofanlage in großer Geschlossenheit, bau- und wirtschaftsgeschichtlich von Bedeutung - Wohnstallhaus, bezeichnet mit 1861 (Türsturz): zweigeschossig mit Drempel, Massivbau, Bruchsteinsockel, originale Putzgliederung, Türgewände mit Verdachung in Sandstein, Satteldach mit Schieferdeckung, im Giebel Fenstergewände zum Teil in Sandstein - Seitengebäude mit Kumthalle: zweigeschossiger, verputzter Massivbau, dreibogige Kumthalle, mit Sandsteinstützen, Torpfeiler, verputzter Massivbau, Sandsteinabdeckung | 08974572 |

## Tabellenlegende
- Bild: Bild des Kulturdenkmals, ggf. zusätzlich mit einem Link zu weiteren Fotos des Kulturdenkmals im Medienarchiv Wikimedia Commons. Wenn man auf das Kamerasymbol klickt, können Fotos zu Kulturdenkmalen aus dieser Liste hochgeladen werden:
- Bezeichnung: Denkmalgeschützte Objekte und ggf. Bauwerksname des Kulturdenkmals
- Lage: Straßenname und Hausnummer oder Flurstücknummer des Kulturdenkmals. Die Grundsortierung der Liste erfolgt nach dieser Adresse. Der Link (Karte) führt zu verschiedenen Kartendiensten mit der Position des Kulturdenkmals. Fehlt dieser Link, wurden die Koordinaten noch nicht eingetragen. Sind diese bekannt, können sie über ein Tool mit einer Kartenansicht einfach nachgetragen werden. In dieser Kartenansicht sind Kulturdenkmale ohne Koordinaten mit einem roten bzw. orangen Marker dargestellt und können durch Verschieben auf die richtige Position in der Karte mit Koordinaten versehen werden. Kulturdenkmale ohne Bild sind an einem blauen bzw. roten Marker erkennbar.
- Datierung: Baubeginn, Fertigstellung, Datum der Erstnennung oder grobe zeitliche Einordnung entsprechend des Eintrags in der sächsischen Denkmaldatenbank
- Beschreibung: Kurzcharakteristik des Kulturdenkmals entsprechend des Eintrags in der sächsischen Denkmaldatenbank, ggf. ergänzt durch die dort nur selten veröffentlichten Erfassungstexte oder zusätzliche Informationen
- ID: Vom Landesamt für Denkmalpflege Sachsen vergebene, das Kulturdenkmal eindeutig identifizierende Objekt-Nummer. Der Link führt zum PDF-Denkmaldokument des Landesamtes für Denkmalpflege Sachsen. Bei ehemaligen Kulturdenkmalen können die Objektnummern unbekannt sein und deshalb fehlen bzw. die Links von aus der Datenbank entfernten Objektnummern ins Leere führen. Ein ggf. vorhandenes Icon  führt zu den Angaben des Kulturdenkmals bei Wikidata.